# Hadoceras taylori
Hadoceras taylori är en snäckart som beskrevs av Robert Hershler 1986. Hadoceras taylori ingår i släktet Hadoceras och familjen tusensnäckor. Inga underarter finns listade i Catalogue of Life.